# Saint-Pardoux-d'Arnet
 Saint-Pardoux-d’Arnet  es una comuna (municipio) de Francia, en la región de Lemosín, departamento de Creuse, en el distrito de Aubusson y cantón de Crocq.
Su población en el censo de 1999 era de 150 habitantes.
Está integrada en la Communauté de communes du Haut Pays Marchois.

## Demografía
| 234 | 245 | 217 | 181 | 186 | 150 |
| Para los censos de 1962 a 1999 la población legal corresponde a la población sin duplicidades (Fuente: INSEE [Consultar]) |     |     |     |     |     |